# Kalischam
Kalisham (Persisch und Gilaki: كليشم) ist ein Dorf im Verwaltungsbezirk Rudbar in der iranischen Provinz Gilan. 

## Bevölkerung
2006 lebten laut Volkszählung 704 Menschen in 224 Familien im Ort. Fast die gesamte Bevölkerung spricht das iranische Gilanki oder Tati als Muttersprache und Persisch als Zweitsprache. Die Mehrheit ist schiitisch.